# Подлипье (Гдовский район)
Подлипье — деревня в Гдовском районе Псковской области России. Входит в состав Спицинской волости Гдовского района.
Расположена на восточном побережье Раскопельского залива Чудского озера, в 9 км к юго-западу от волостного центра Спицино и в 37 км к югу от Гдова.

## Население
Численность населения деревни на 2010 год составляет 34 человека.

## История
Впервые упоминается в писцовой книге 7093-7095 (1585-1587) годов письма Григория Ивановича Мещанинова-Морозова и Ивана Васильевича Дровнина при описании Моцкой губы Гдовского уезда как пустошь Подлипье у Чютцкого озера. 

«За Иваном, да за Григорьем, да за Ондреем за Ивановыми детми Перетрутова [...].

Да за Иваном же з братьею: во лготе пус. Подлипье у Чютцкого озера, всего 2 пустоши, а сошного писма во лготе пол пол пол чети сохи, а лготы дано до лета 7000 седмаго апреля по первое число.»— [РГАДА, Ф.1209, Оп. 1, № 355, л. 543об.]; опубликовано: Псков и его пригороды. Кн. 1. // Сборник Московского архива министерства юстиции. Т.5. М. 1913. С. 251. Текст приведён по редакции данного издания.